# Patrick Turner
Patrick „Pat“ Turner (* 24. März 1961 in Toronto) ist ein ehemaliger kanadischer Ruderer.
Turner belegte mit dem Vierer ohne Steuermann den sechsten Platz bei den Junioren-Weltmeisterschaften 1979. 1980 und 1981 ruderte Turner im Leichtgewichts-Vierer ohne Steuermann und belegte den siebten Platz bei den Weltmeisterschaften 1980 und den dritten Platz bei den Weltmeisterschaften 1981. Rob Gibson, Timothy Turner, James Relle und Patrick Turner aus dem Leichtgewichts-Vierer von 1981 ruderten bei den Weltmeisterschaften 1983 zusammen mit Stephen Beatty, Dean Crawford, Grant Main, Kevin Neufeld und Steuermann Brian McMahon im kanadischen Achter, der den achten Platz belegte.  
1984 trat der kanadische Achter mit Blair Horn, Dean Crawford, Michael Evans, Paul Steele, Grant Main, Mark Evans, Kevin Neufeld, Patrick Turner und Brian McMahon an. Bei den Olympischen Spielen 1984 belegten die Kanadier im ersten Vorlauf den zweiten Platz hinter den Neuseeländern und qualifizierten sich im Hoffnungslauf mit einem zweiten Platz hinter den Australiern für das Finale. Im Finale siegten die Kanadier mit vier Zehntelsekunden vor dem US-Achter, die Bronzemedaille gewannen mit zwei Sekunden Rückstand die Australier vor den Neuseeländern.
Bei den Weltmeisterschaften 1986 in Nottingham erreichten Patrick Turner, Paul Steele, Kevin Neufeld und Grant Main als Vierte das Ziel, nachdem die vier Kanadier vier Wochen zuvor bereits bei den Commonwealth Games 1986 in Edinburgh gewonnen hatten. 1987 kehrten die vier Ruderer zurück in den kanadischen Achter und belegten den fünften Platz bei den Weltmeisterschaften in Kopenhagen. 